# Karolina Petersen
Karolina Else Frederikke Petersen (født 27. september 1924 i Toftir, død 11. oktober 2006) var en færøsk socialarbejder og politiker (FrF). Petersen blev ramt af tuberkulose som 17-årig. Hun var derefter syg i ti år og i lange perioder indlagt på sanatorium i Tórshavn og i Danmark. Det var i denne livsfase, at hun fik interessen for sociale problemer og rehabiliteringsarbejde. 
I 1955 blev hun gift med teologen Peter Petersen og flyttede till Hvalvík, hvor hendes mand var sognepræst i 27 år. Der startede hun arbejdstræning for funktionshæmmede i præstegården. Dette arbejde voksede året efter til organisationen ALV, der uddannede handikappede og solgte deres varer. ALV drev uddannelsescenter på en nedlagt hvalfangststation og ekspedition og butik i Tórshavn. Alt under Karoline Petersens ledelse, og hun var forstander for ALV 1956–99.
Karolina Petersen fik i 1965 overtalt myndighederne til at åbne det psykiatriske plejehjem Vistarheimið i Tórshavn, og 1976 åbnede en lignende institution i Runavík. Begge havde 10 pladser og lededes af Petersen frem til hun gik på pension i 1999.

## Offentlige hverv og politik
I 1976 blev Karolina Petersen bestyrelsesformand for det nyåbnede Hotel Tórshavn i København, som tilbød logi til færøske patienter og deres pårørende under behandling i Danmark, og fortsatte på posten frem til 1986. Petersen var også gennem en årrække bestyrelsesmedlem for Landssjúkrahúsið. Hun gik i 1986 ind i Adolf Hansens nystiftede parti Framsóknarflokkurin, en udbryderfraktion fra Kristiligi Fólkaflokkurin. Petersen sad som landsstyremand i Atli Dams femte landsstyre 1988–89 for partiet. Hun fik bl.a. gennemført lovgivning om lån og støtte til bofællesskaber for handikappede, bedre indkøbsmuligheder for pensionister og etablering af handikap- og ældreråd.